# Luboš Bartoň
Luboš Bartoň (* 7. April 1980 in Česká Lípa, Tschechoslowakei) ist ein ehemaliger tschechischer Basketballspieler. Der tschechische Nationalspieler spielte nach dem Studium in den Vereinigten Staaten als Profi drei Jahre in Italien und dann sieben Jahre in Spanien. Mit den katalanischen Vereinen Barcelona (EuroLeague 2009/10) und Badalona (ULEB Cup 2007/08, FIBA EuroCup 2005/06) gewann er je einmal die drei wichtigsten europäischen Vereinswettbewerbe. Nachdem er 2013 auch kurzzeitig in der deutschen Basketball-Bundesliga für die Phantoms Braunschweig gespielt hatte, kehrte er in der Saison 2013/14 noch einmal für einen kurzzeitigen Vertrag in die spanische Liga ACB zurück.

## Karriere
Bartoň begann seine Karriere in der Jugendabteilung des Vereins aus Děčín, in der Nähe seines Geburtsortes im Norden Tschechiens. Sein Profidebüt gab er beim selben Verein in der Saison 1996/97 und spielte dort auch die Meisterschaft 1997/98. Anschließend spielte er von 1998 bis 2002 Basketball an der Valparaiso University im US-Bundesstaat Indiana und zog zur Saison 2002/03 nach Italien, nachdem er bei Fortitudo Bologna einen Vertrag unterzeichnete. Zur Saison 2003/04 wechselte er zu Pallacanestro Virtus Roma und spielte dort auch die Meisterschaft 2004/05. Von Italien aus zog er weiter nach Spanien, nachdem er einen Vertrag bei Joventut de Badalona unterzeichnet hatte.
2008 wechselte er dann zum FC Barcelona, wo er bis 2010 spielte. 2009 gewann er mit der Mannschaft die spanische Meisterschaft und 2010 die Euroleague. Hernach unterschrieb er bei Baloncesto Fuenlabrada. Bis 2012 spielte Barton für Fuenlabrada, ehe er für einige Wochen nach Katalonien zurückkehrte und erneut bei Joventut Badalona aushalf. In der folgenden Saison 2012/13 schloss er sich erst im Dezember 2012 zunächst in der tschechischen Heimat dem USK Prag unter Trainer Ken Scalabroni an, wechselte dann aber im Januar 2013 schließlich nach Deutschland und erhielt einen Vertrag bis Saisonende beim abstiegsbedrohten Erstligisten New Yorker Phantoms Braunschweig, die in der Vergangenheit bereits von Scalabroni trainiert wurden. Barton bestritt 16 Bundesligaeinsätze für Braunschweig (8,6 Punkte je Begegnung). Nach dem geglückten Klassenerhalt spielte Barton in der folgenden Saison zunächst bei seinem Stammverein in Děčín, bevor er im Dezember 2013 für einen kurzzeitigen Vertrag in die spanische Liga ACB zurückkehrte, wo er für den Valencia Basket Club spielte. 2015 gewann er mit ČEZ Basketball Nymburk die tschechische Meisterschaft. Zum Abschluss seiner Spielerlaufbahn verstärkte er die zweite Mannschaft des FC Barcelona in der zweithöchsten spanischen Spielklasse.
Barton wurde in der Nachwuchsabteilung des FC Barcelona als Trainer tätig und betreute vier Jahre ebenfalls die tschechische U18-Nationalmannschaft. Im Spieljahr 2019/20 gehörte er dem Trainerstab der Baylor University in den Vereinigten Staaten an. 2022/23 war er Assistenztrainer von Aíto García Reneses beim spanischen Erstligisten Bàsquet Girona und 2023 Co-Trainer der tschechischen Herrennationalmannschaft.
Zum Spieljahr 2023/24 kehrte er an die US-amerikanische Valparaiso University zurück und wurde im Trainerstab für die Bereiche Spielerverpflichtungen und Spielerweiterentwicklung zuständig.

## Erfolge
- Tschechisches All-Star-Team 1998
- MCC Newcomer des Jahres 1998/99
- All-MCC 2nd Team 2000/01
- MCC Spieler des Jahres 2001/02
- All-MCC 1st Team 2001/02
- FIBA-EuroCup-Sieger 2006
- Spanischer Pokalsieger 2008
- ULEB-Cup-Sieger 2008
- Spanischer Meister 2009
- Euroleague-Sieger 2010
- Tschechischer Meister 2015
- Mitglied der tschechischen Jugend- und Herrennationalmannschaft
- Teilnahme an den Europameisterschaften 1999 (wurde zweitbester Werfer des Turniers mit durchschnittlich 18,7 Punkten pro Spiel), 2007, 2013, 2015[9]